# مزرعه نصرالله جعفری
مزرعه نصرالله جعفری یک منطقهٔ مسکونی در ایران است که در دهستان کمین واقع شده‌است.